# César Prates
César Luís Prates (Aratiba, 8 febbraio 1975) è un ex calciatore brasiliano, di ruolo difensore o centrocampista.

## Caratteristiche tecniche
Esterno destro di centrocampo, utilizzato all'occorrenza come terzino destro, dotato di discreta velocità e di un tiro preciso dalla distanza.

## Carriera

### Club
Inizia la carriera nel 1994 in Brasile e gioca per due anni nell'Internacional di Porto Alegre. Passa poi al Real Madrid, nella Primera División spagnola, dove gioca solo nella squadra castilla (riserve). Dopo una stagione torna nel campionato brasiliano e veste le maglie di Vasco da Gama, Botafogo e Corinthians.
Nella stagione 1999-2000 viene acquistato dallo Sporting Lisbona, dove resta per quattro anni disputando più di 80 partite di Superliga con un gol all'attivo.
Nel 2003-2004 viene ceduto al Galatasaray, con cui colleziona 28 presenze e tre gol. Finita l'esperienza turca, ritorna in Brasile e veste le maglie di Figueirense e Botafogo.
Nella stagione 2005-2006 arriva in Serie A, al Livorno, scendendo in campo 29 volte e guadagnandosi la riconferma per la stagione 2006-2007. Nel gennaio 2007, dopo 4 presenze in campionato con gli amaranto, si trasferisce al Chievo, con cui firma un contratto biennale. Finita l'esperienza italiana torna in patria. Ha terminato la sua carriera nel Nàutico.

### Nazionale
Vanta 2 presenze in Nazionale brasiliana.

## Dopo il ritiro
A fine carriera calcistica, nel 2010, decide di prendere tutt'altra strada, e dopo aver girato tra Europa e Brasile si dedica alla sua vocazione, diventando pastore evangelico.

## Nella cultura di massa
Il 6 novembre 2005 nella sfida fra Juventus e Livorno diventa noto al popolo del web, grazie alla Gialappa's Band, per un suo tiro scoordinato finito altissimo.

## Statistiche

### Presenze e reti nei club
Statistiche aggiornate al termine della carriera.
| Stagione                | Squadra                 | Campionato              | Campionato | Campionato | Coppe nazionali | Coppe nazionali | Coppe nazionali | Coppe continentali | Coppe continentali | Coppe continentali | Altre coppe | Altre coppe | Altre coppe | Totale | Totale | Totale |
| Stagione                | Squadra                 | Comp                    | Pres       | Reti       | Comp            | Pres            | Reti            | Comp               | Pres               | Reti               | Comp        | Pres        | Reti        | Pres   | Reti   |        |
| ----------------------- | ----------------------- | ----------------------- | ---------- | ---------- | --------------- | --------------- | --------------- | ------------------ | ------------------ | ------------------ | ----------- | ----------- | ----------- | ------ | ------ | ------ |
| 1995                    | Internacional           | PD/RS+A                 | 11+5       | 0          | CB              | 4               | 0               | -                  | -                  | -                  | -           | -           | -           | 20     | 0      |        |
| 1996                    | Internacional           | PD/RS+A                 | ?+15       | ?+0        | CB              | 3               | 0               | -                  | -                  | -                  | -           | -           | -           | 18+    | 0+     |        |
| Totale Internacional    | Totale Internacional    | Totale Internacional    | 11+ + 20   | 0+         |                 | 7               | 0               |                    | -                  | -                  |             | -           | -           | 38+    | 0+     |        |
| gen.-giu. 1997          | Real Madrid B           | SD                      | 15         | 0          | -               | -               | -               | -                  | -                  | -                  | -           | -           | -           | 15     | 0      |        |
| giu.-dic. 1997          | Vasco da Gama           | A1/RJ+A                 | 0+11       | 0          | CB              | -               | -               | SS                 | 4                  | 0                  | RSP         | -           | -           | 15     | 0      |        |
| 1998                    | Coritiba                | A1/PR                   | 7          | 0          | CB              | 0               | 0               | -                  | -                  | -                  | -           | -           | -           | 7      | 0      |        |
| 1998                    | Botafogo                | A                       | 5          | 0          | CB              | 0               | 0               | -                  | -                  | -                  | -           | -           | -           | 7      | 0      |        |
| gen.-lug. 1999          | Botafogo                | A1/RJ                   | ?          | ?          | CB              | 12              | 1               | -                  | -                  | -                  | -           | -           | -           | 12+    | 1+     |        |
| lug.-dic. 1999          | Corinthians             | A                       | 20         | 1          | CB              | -               | -               | CM                 | 7                  | 1                  | -           | -           | -           | 27     | 2      |        |
| gen.-giu. 2000          | Sporting Lisbona        | PL                      | 14         | 1          | CP              | 4               | 1               | CU                 | -                  | -                  | -           | -           | -           | 18     | 2      |        |
| 2000-2001               | Sporting Lisbona        | PL                      | 29         | 1          | CP              | 4               | 0               | UCL                | 6                  | 0                  | SP          | 2           | 0           | 41     | 1      |        |
| 2001-2002               | Sporting Lisbona        | PL                      | 23         | 0          | CP              | 4               | 0               | CU                 | 5                  | 0                  | -           | -           | -           | 32     | 0      |        |
| 2002-2003               | Sporting Lisbona        | PL                      | 18         | 0          | CP              | 3               | 0               | UCL+CU             | 2+1                | 0                  | SP          | 1           | 0           | 25     | 0      |        |
| Totale Sporting Lisbona | Totale Sporting Lisbona | Totale Sporting Lisbona | 84         | 2          |                 | 15              | 1               |                    | 14                 | 0                  |             | 3           | 0           | 116    | 3      |        |
| 2003-2004               | Galatasaray             | SL                      | 28         | 3          | CT              | 1               | 1               | UCL+CU             | 7+2                | 1+1                | -           | -           | -           | 38     | 6      |        |
| lug.-dic. 2004          | Figueirense             | A                       | 16         | 3          | -               | -               | -               | -                  | -                  | -                  | -           | -           | -           | 16     | 3      |        |
| gen.-ago. 2005          | Botafogo                | A1/RJ+A                 | 12+14      | 2+6        | CB              | 2               | 0               | -                  | -                  | -                  | -           | -           | -           | 28     | 8      |        |
| Totale Botafogo         | Totale Botafogo         | Totale Botafogo         | 12+ + 19   | 2+ + 6     |                 | 14              | 1               |                    | -                  | -                  |             | -           | -           | 45+    | 9+     |        |
| ago. 2005-2006          | Livorno                 | A                       | 29         | 0          | CB              | 0               | 0               | -                  | -                  | -                  | -           | -           | -           | 29     | 0      |        |
| 2006-gen. 2007          | Livorno                 | A                       | 4          | 0          | CB              | 0               | 0               | CU                 | 3                  | 0                  | -           | -           | -           | 7      | 0      |        |
| Totale Livorno          | Totale Livorno          | Totale Livorno          | 33         | 0          |                 | 0               | 0               |                    | 3                  | 0                  |             | -           | -           | 36     | 0      |        |
| gen.-giu. 2007          | Chievo                  | A                       | 3          | 0          | CB              | -               | -               | UCL+CU             | -                  | -                  | -           | -           | -           | 3      | 0      |        |
| lug.-dic. 2007          | Figueirense             | A                       | 16         | 0          | -               | -               | -               | CS                 | 2                  | 0                  | -           | -           | -           | 18     | 0      |        |
| gen.-giu. 2007          | Figueirense             | PD/SC+A                 | ?+3        | ?+1        | -               | -               | -               | -                  | -                  | -                  | -           | -           | -           | 3+     | 1+     |        |
| Totale Figueirense      | Totale Figueirense      | Totale Figueirense      | ?+35       | ?+4        |                 | -               | -               |                    | 2                  | 0                  |             | -           | -           | 37+    | 4+     |        |
| lug.-dic. 2008          | Atlético Mineiro        | A                       | 20         | 1          | -               | -               | -               | -                  | -                  | -                  | -           | -           | -           | 20     | 1      |        |
| 2009                    | Portuguesa              | PD/SP+B                 | 18+24      | 1+0        | CB              | 2               | 0               | -                  | -                  | -                  | -           | -           | -           | 44     | 1      |        |
| gen.-mag. 2010          | Joinville               | PD/SC                   | ?          | ?          | -               | -               | -               | -                  | -                  | -                  | -           | -           | -           | ?      | ?      |        |
| gen.-mag. 2010          | Náutico                 | A1/PE+B                 | ?+21       | ?+0        | -               | -               | -               | -                  | -                  | -                  | CdN         | 1           | 0           | 22+    | 0+     |        |
| Totale carriera         | Totale carriera         | Totale carriera         | 381+       | 20+        |                 | 39              | 3               |                    | 39                 | 3                  |             | 4           | 0           | 463+   | 26+    |        |

### Cronologia presenze e reti in nazionale
| Cronologia completa delle presenze e delle reti in nazionale ― Brasile | Cronologia completa delle presenze e delle reti in nazionale ― Brasile | Cronologia completa delle presenze e delle reti in nazionale ― Brasile | Cronologia completa delle presenze e delle reti in nazionale ― Brasile | Cronologia completa delle presenze e delle reti in nazionale ― Brasile | Cronologia completa delle presenze e delle reti in nazionale ― Brasile | Cronologia completa delle presenze e delle reti in nazionale ― Brasile | Cronologia completa delle presenze e delle reti in nazionale ― Brasile |
| Data                                                                   | Città                                                                  | In casa                                                                | Risultato                                                              | Ospiti                                                                 | Competizione                                                           | Reti                                                                   | Note                                                                   |
| ---------------------------------------------------------------------- | ---------------------------------------------------------------------- | ---------------------------------------------------------------------- | ---------------------------------------------------------------------- | ---------------------------------------------------------------------- | ---------------------------------------------------------------------- | ---------------------------------------------------------------------- | ---------------------------------------------------------------------- |
| 13-11-1996                                                             | Curitiba                                                               | Brasile                                                                | 0 – 0                                                                  | Camerun                                                                | Amichevole                                                             | -                                                                      | 73’                                                                    |
| 2-4-1997                                                               | Brasilia                                                               | Brasile                                                                | 4 – 0                                                                  | Cile                                                                   | Amichevole                                                             | -                                                                      | 42’                                                                    |
| Totale                                                                 |                                                                        | Presenze                                                               | 2                                                                      |                                                                        | Reti                                                                   | 0                                                                      |                                                                        |

## Palmarès

### Club

#### Competizioni statali
- Campionato Gaúcho: 1

Internacional: 1994
- Campionato Catarinense: 1

Figueirense: 2008

#### Competizioni nazionali
- Campionato brasiliano: 2

Vasco da Gama: 1997
Corinthians: 1999
- Campionato portoghese: 2

Sporting Lisbona: 1999-2000, 2001-2002
- Coppa del Portogallo: 1

Sporting Lisbona: 2001-2002
- Supercoppa di Portogallo: 2

Sporting Lisbona: 2000, 2002